# Peter Kolény
Peter Kolény est un astronome slovaque. Il est connu pour être un découvreur prolifique d'astéroïdes. En avril 2020, le Centre des planètes mineures le crédite de la co-découverte de 35 astéroïdes, dont 25 avec Leonard Kornoš et 10 avec Adrián Galád .

## Astéroïdes découverts
| Astéroïdes découverts : 35                  | Astéroïdes découverts : 35 |
| ------------------------------------------- | -------------------------- |
| (10207) Comeniana[1]                        | 16 août 1997               |
| (13370) Júliusbreza[1]                      | 7 novembre 1998            |
| (15376) Marták[1]                           | 1er février 1997           |
| (22469) Poloniny[1]                         | 2 février 1997             |
| (22558) Mladen[1]                           | 22 avril 1998              |
| (24862) Hromec[1]                           | 27 février 1996            |
| (24974) Macúch[1]                           | 21 avril 1998              |
| (29650) Toldy[2]                            | 18 avril 2000              |
| (33129) Ivankrasko[1]                       | 1er février 1998           |
| (33158) Rúfus[1]                            | 26 février 1998            |
| (39880) Dobšinský[1]                        | 15 mars 1998               |
| (42849) Podjavorinská[2]                    | 15 septembre 1999          |
| (43925) 1996 DB3[1]                         | 27 février 1996            |
| (48729) 1997 AG22[1]                        | 14 janvier 1997            |
| (58819) 1998 HF3[1]                         | 21 avril 1998              |
| (60972) Matenko[2]                          | 23 mai, 2000               |
| (66669) Aradac[2]                           | 12 octobre 1999            |
| (69461) 1996 UA3[1]                         | 24 octobre 1996            |
| (71282) Holuby[2]                           | 6 janvier 2000             |
| (73974) 1998 BT26[1]                        | 29 janvier 1998            |
| (74424) 1999 BN[1]                          | 17 janvier 1999            |
| (74826) 1999 TN17[2]                        | 13 octobre 1999            |
| (79361) 1997 DA[1]                          | 16 février 1997            |
| (91602) 1999 TM17[2]                        | 13 octobre 1999            |
| (96379) 1998 BH[1]                          | 18 janvier 1998            |
| (99912) 1995 UY44[2]                        | 31 octobre 1995            |
| (100704) 1998 BG[1]                         | 17 janvier 1998            |
| (101966) 1999 RO43[2]                       | 14 septembre 1999          |
| (120767) 1998 BS26[1]                       | 27 janvier 1998            |
| (129617) 1998 BV41[1]                       | 30 janvier 1998            |
| (145779) 1998 CC[1]                         | 1er février 1998           |
| (171619) 2000 CX2[2]                        | 2 février 2000             |
| (173177) 1997 SW4[2]                        | 23 septembre 1997          |
| (216921) 1996 VC3[1]                        | 9 novembre 1996            |
| (257522) 1997 RH9[1]                        | 11 septembre 1997          |
| (310449) 2000 LC3[1]                        | 4 juin 2000                |
| 1. avec Leonard Kornoš 2. avec Adrián Galád |                            |